# Japanse hockeyploeg (mannen)
De Japanse hockeyploeg voor mannen is de nationale ploeg die Japan vertegenwoordigt tijdens interlands in het hockey.
Japan nam in 1932 voor het eerst deel aan de Olympische Spelen. Tijdens dit toernooi, waaraan slechts drie teams deelnamen, werd de zilveren medaille gewonnen. Japan verloor met duidelijke cijfers van olympisch kampioen Brits-Indië 1-11, terwijl gastland de Verenigde Staten met 9-2 verslagen werd. Hierna volgde nog viermaal deelname aan de Olympische Spelen, met als beste resultaat een zevende plaats in 1936 en 1964. Ook nam het land viermaal deel aan de wereldkampioenschappen, met als beste resultaat een negende plaats in 1971 en 2006. Japan speelde begin 2008 de finale van het derde olympische kwalificatietoernooi, waar het de finale met 4-0 verloor van wereldkampioen Duitsland en zo olympische kwalificatie misliep.

## Erelijst Japanse hockeyploeg
| Jaar | Champions Trophy | Aziatisch kampioenschap | Olympische Spelen       | Wereldkampioenschap              | Hockey World League Hockey Pro League |
| ---- | ---------------- | ----------------------- | ----------------------- | -------------------------------- | ------------------------------------- |
| 1908 |                  |                         | geen deelname           |                                  |                                       |
| 1920 |                  |                         | geen deelname           |                                  |                                       |
| 1928 |                  |                         | geen deelname           |                                  |                                       |
| 1932 |                  |                         | OS 1932 Los Angeles     |                                  |                                       |
| 1936 |                  |                         | 7e OS 1936 Berlijn      |                                  |                                       |
| 1948 |                  |                         | geen deelname           |                                  |                                       |
| 1952 |                  |                         | geen deelname           |                                  |                                       |
| 1956 |                  |                         | geen deelname           |                                  |                                       |
| 1960 |                  |                         | 14e OS 1960 Rome        |                                  |                                       |
| 1964 |                  |                         | 7e OS 1964 Tokio        |                                  |                                       |
| 1968 |                  |                         | 13e OS 1968 Mexico-Stad |                                  |                                       |
| 1970 |                  |                         |                         |                                  |                                       |
| 1971 |                  |                         |                         | 9e WK 1971 Barcelona             |                                       |
| 1972 |                  |                         | geen deelname           |                                  |                                       |
| 1973 |                  |                         |                         | 10e WK 1973 Amstelveen           |                                       |
| 1974 |                  |                         |                         |                                  |                                       |
| 1975 |                  |                         |                         | geen deelname                    |                                       |
| 1976 |                  |                         | geen deelname           |                                  |                                       |
| 1978 | geen deelname    |                         |                         | geen deelname                    |                                       |
| 1980 | geen deelname    |                         | geen deelname           |                                  |                                       |
| 1981 | geen deelname    |                         |                         |                                  |                                       |
| 1982 | geen deelname    | geen deelname           |                         | geen deelname                    |                                       |
| 1983 | geen deelname    |                         |                         |                                  |                                       |
| 1984 | geen deelname    |                         | geen deelname           |                                  |                                       |
| 1985 | geen deelname    | 4e AK 1985 Dhaka        |                         |                                  |                                       |
| 1986 | geen deelname    |                         |                         | geen deelname                    |                                       |
| 1987 | geen deelname    |                         |                         |                                  |                                       |
| 1988 | geen deelname    |                         | geen deelname           |                                  |                                       |
| 1989 | geen deelname    | 4e AK 1989 New Delhi    |                         |                                  |                                       |
| 1990 | geen deelname    |                         |                         | geen deelname                    |                                       |
| 1991 | geen deelname    |                         |                         |                                  |                                       |
| 1992 | geen deelname    |                         | geen deelname           |                                  |                                       |
| 1993 | geen deelname    | 9e AK 1993 Hiroshima    |                         |                                  |                                       |
| 1994 | geen deelname    |                         |                         | geen deelname                    |                                       |
| 1995 | geen deelname    |                         |                         |                                  |                                       |
| 1996 | geen deelname    |                         | geen deelname           |                                  |                                       |
| 1997 | geen deelname    |                         |                         |                                  |                                       |
| 1998 | geen deelname    |                         |                         | geen deelname                    |                                       |
| 1999 | geen deelname    | 5e AK 1999 Kuala Lumpur |                         |                                  |                                       |
| 2000 | geen deelname    |                         | geen deelname           |                                  |                                       |
| 2001 | geen deelname    |                         |                         |                                  |                                       |
| 2002 | geen deelname    |                         |                         | 12e WK 2002 Kuala Lumpur         |                                       |
| 2003 | geen deelname    | 4e AK 2003 Kuala Lumpur |                         |                                  |                                       |
| 2004 | geen deelname    |                         | geen deelname           |                                  |                                       |
| 2005 | geen deelname    |                         |                         |                                  |                                       |
| 2006 | geen deelname    |                         |                         | 9e WK 2006 Mönchengladbach       |                                       |
| 2007 | geen deelname    | 4e AK 2007 Chennai      |                         |                                  |                                       |
| 2008 | geen deelname    |                         | geen deelname           |                                  |                                       |
| 2009 | geen deelname    | 6e AK 2009 Kuantan      |                         |                                  |                                       |
| 2010 | geen deelname    |                         |                         | geen deelname                    |                                       |
| 2011 | geen deelname    |                         |                         |                                  |                                       |
| 2012 | geen deelname    |                         | geen deelname           |                                  |                                       |
| 2013 |                  | 5e AK 2013 Ipoh         |                         |                                  | 12e HWL 2012-13                       |
| 2014 | geen deelname    |                         |                         | geen deelname                    |                                       |
| 2015 |                  |                         |                         |                                  | 16e HWL 2014-15                       |
| 2016 | geen deelname    |                         | geen deelname           |                                  |                                       |
| 2017 |                  | 5e AK 2017 Dhaka        |                         |                                  | 20e HWL 2016-17                       |
| 2018 | geen deelname    |                         |                         | geen deelname                    |                                       |
| 2019 |                  |                         |                         |                                  | geen deelname                         |
| 2021 |                  |                         | 11e OS 2020 Tokio       |                                  | geen deelname                         |
| 2022 |                  | 4e AZ 2022 Jakarta      |                         |                                  | geen deelname                         |
| 2023 |                  |                         |                         | 15e WK 2023 Bhubaneswar/Rourkela | geen deelname                         |
| 2024 |                  |                         | geen deelname           |                                  | geen deelname                         |